# Sexes faibles !
Ne doit pas être confondu avec Le Sexe faible.
 (décembre 2020).
Si vous disposez d'ouvrages ou d'articles de référence ou si vous connaissez des sites web de qualité traitant du thème abordé ici, merci de compléter l'article en donnant les références utiles à sa vérifiabilité et en les liant à la section « Notes et références ».
Pour plus de détails, voir Fiche technique et Distribution.
Sexes faibles ! est un film français de 1992 réalisé par Serge Meynard. C'est une adaptation du roman La Route sanglante du jardinier Blott (Blott on the Landscape), de Tom Sharpe paru en 1975.

## Synopsis
Sébastien Sébastian, petit fonctionnaire,  arrive pour une enquête sur un tracé de ligne TGV dans une petite bourgade. Il tombe dans les griffes d'un couple très spécial : les La Chesnay, pour qui le mariage n'a jamais été consommé. Maud La Chesnay va tout faire pour que le TGV ne passe pas par son château.

## Distribution
- François Cluzet : Sébastien Sébastian
- Valérie Lemercier : Maud La Chesnay
- André Wilms : Gilles La Chesnay
- Marc Berman : Blott
- Michel Aumont : Montheau
- Isabelle Nanty : Douce Mamirolle
- Didier Bénureau : Ganglion
- Sarah Bertrand : Virginie
- Sandrine Kiberlain : La serveuse
- Sandy Moreau : Le gamin sourd muet
- Florence Prothière : La jeune échevelée
- Michel Dechaud : Le serveur / Le curé / L'inspecteur
- Gérard Victor : L'homme des travaux
- Bernard Simonet : Le chef cuisinier
- Sébastien Patrac : L'aide cuisinier

## Autour du film
Le scénario est adapté d'un roman britannique (1975, Tom Sharpe) et d'une série télé de six épisodes (1985) intitulé Blott on the landscape, qui a fait connaître l'acteur David Suchet à la famille d'Agatha Christie, qui le retint pour interpréter le rôle d'Hercule Poirot dans la série télévisée. Ce n'était pas une ligne TGV, dans ces versions britanniques, mais une autoroute qui créait la zizanie.
- Le scénario, basé sur le projet de ligne TGV, fait allusion à la polémique du projet de LGV Méditerranée, au début des années 90, entre Valence et Marseille, avec ramification vers les Arcs sur Argens, et l’autre branche vers Montpellier. De nombreux agriculteurs et viticulteurs avaient manifesté contre les variantes du projet passant dans leurs vignes, dans le Tricastin et le Comtat Venaissin (Valréas).
- Le château de la Tour (classé aux monuments historiques) qui a servi de décor à ce film de Serge Meynard est situé à Montady dans l'ouest Hérault, à 5 km de Béziers en région Occitanie.